# Cluny Brown auf Freiersfüßen
Cluny Brown auf Freiersfüßen (Originaltitel: Cluny Brown) ist eine US-amerikanische Filmkomödie von Ernst Lubitsch aus dem Jahre 1946 mit Jennifer Jones und Charles Boyer in den Hauptrollen. Die Handlung basiert auf dem Roman Das Mädchen Cluny Brown von Margery Sharp.

## Handlung
England im Jahre 1938, ein Jahr vor Beginn des Weltkrieges. Hilary Ames will eine Gesellschaftsparty geben, doch sein Abflussrohr ist verstopft und er kann keinen Klempner ausfindig machen. Da eilt ihm Cluny Brown, eine etwas naive Waise und Nichte eines Klempners, die gerne verstopfte Abflüsse repariert, zur Hilfe. Beobachtet wird dies zufällig von Adam Belinski, einem tschechischen Professor und Widerstandskämpfer gegen die Nazis, der nach London geflohen ist. Belinski zeigt sich sofort von der freien Lebensart Clunys fasziniert, die – ob unbewusst oder bewusst – die englischen Klassenunterschiede ignoriert.
Clunys mürrischer Onkel ist aber überhaupt nicht von ihrem unkonventionellen Verhalten erfreut. Damit sie endlich lernt, was im Leben zählt, kommt sie als Hausmädchen in den Haushalt von Sir und Lady Carmel, wo sie aber ebenfalls Unruhe stiftet. Andrew, der Sohn der Carmels, hat sich inzwischen mit Professor Belinski angefreundet und bietet dem mittellosen Emigranten an, doch im Anwesen seiner Eltern zu leben. Hier vertieft sich die Freundschaft zwischen Belinski und Cluny, doch trotz gegenseitiger Gefühle schließen die beiden einen Pakt, dass aus Freundschaft keine Liebe wird.
Mr. Wilson, der langweilige Drogist des nahegelegenen Dorfes, plant Cluny zu heiraten, die zunächst auch davon angetan ist. Doch als auf der Geburtstagsfeier von Wilsons Mutter ein Abfluss defekt ist und Cluny diesen vor einem sichtlich pikierten Publikum repariert, erkaltet das Interesse des Drogisten an ihr. Unterdessen sorgt Belinski über Umwege dafür, dass der Carmel-Sohn Andrew nach langem Hin und Her seine Flamme Betty heiraten will.
Als Belinski die Carmels verlässt und nach London zurückreisen will, rennt Cluny hinter ihm her und die beiden gestehen sich ihre Liebe. Belinski zieht mit seiner neuen Frau nach New York und schreibt – da er ja nun bald eine Familie versorgen muss – nicht mehr anspruchsvolle Bücher gegen die Nazis, sondern Kriminalromane, die zu Bestsellern werden.

## Hintergrund
Cluny Brown kam im Juni 1946 heraus und war Lubitschs letzter vollständig von ihm selbst inszenierter Film. Er starb gegen Ende der Dreharbeiten seines nächsten Filmes Die Frau im Hermelin, der von Otto Preminger vollendet werden musste.

## Kritik
Der Filmdienst zeigt sich positiv: „Eine heiter und witzig inszenierte Komödie, die humorvoll die englische „bessere Gesellschaft“ persifliert.“ Adolf Heinzlmeier und Berndt Schulz schreiben in ihrem Lexikon „Filme im Fernsehen“: „Spritziges, mit frivolem Lubitsch-Touch inszeniertes Gesellschafts-Lustspiel (...). Der dialogsichere Film lässt kein Tabu unangerührt und steuert über viele überraschende dramaturgische Hürden desto sicherer zum pfiffigen Happy-End.“ (Wertung: 2½ Sterne – „überdurchschnittlich“)
Hans-Gerd Rasner schreibt in dem Band Ernst Lubitsch (herausgegeben 1984) zu dem Film: „Lubitsch mit sanfter, nachsichtiger Ironie vollzogener Schnitt durch das britische Kastensystem betont nicht so sehr die Klassengegensätze, sondern die Kleinbürgern, Domestiken und Aristokrten gleichermaßen eigene Bigotterie.“ So würden die Figuren des Butlers und der Haushälterin den Snobismus ihrer Herrschaft noch um einige Grade übertreffen. Viktorianische Traditionen und Konventionen hätten jede Spontanität in der britischen Gesellschaft erstickt, „das Bild des verstopften Abflusses vom Anfang wird zur Metapher für eine allgemeingesellschaftliche Verstopfung“. Belinski und Cluny, die beiden gesellschaftlichen Außenseiter und Nonkonformisten, verließen am Ende folgerichtig die „Idylle von Carmel Manor“ und fänden gemeinsames Glück.